# Castelo de Montemor-o-Velho
O Castelo de Montemor-o-Velho localiza-se na freguesia de Montemor-o-Velho e Gatões, Vila e Município de Montemor-o-Velho, Distrito de Coimbra, em Portugal.
Em posição dominante sobre a vila, na margem direita do rio Mondego, à época junto à sua foz, no contexto da Reconquista cristã da Península Ibérica, constituiu-se em um ponto estratégico na defesa da linha fronteiriça do baixo Mondego, em particular da região de Coimbra. Foi, por essa razão, a principal fortificação da região, à época.
O Castelo de Montemor-o-Velho e a Igreja de Santa Maria da Alcáçova que está no seu interior encontram-se classificados como Monumento Nacional por Decreto publicado em 23 de Junho de 1910.

## História

### Antecedentes
A primitiva povoação do sítio de Montemor-o-Velho remonta à pré-história, ocupada sucessivamente por Romanos, Visigodos e Muçulmanos, atraídos pelo estanho da Beira Alta, escoado pelo curso do Mondego. Da época romana, são testemunhos alguns dos silhares de pedra integrados na base da torre de menagem do castelo medieval.

### O castelo medieval

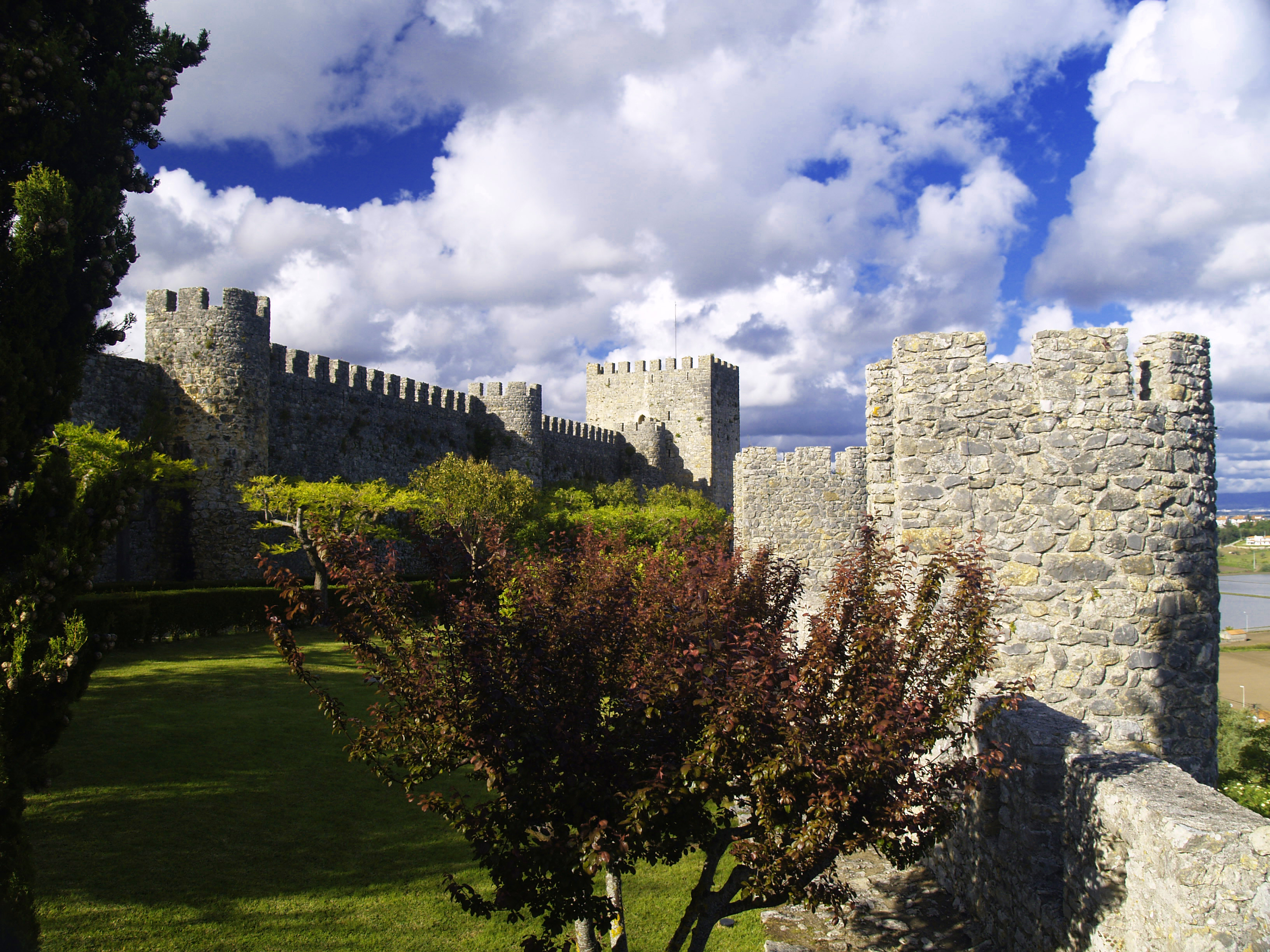
Castelo de Montemor-o-Velho, Portugal: vista das muralhas.

As primeiras referências documentais à povoação e seu castelo remontam ao século IX, quando Ramiro I das Astúrias e seu tio, o abade João do Mosteiro do Lorvão, o conquistaram (848). O soberano transmitiu ao tio estes domínios, com o encargo de defender o castelo, mantendo-lhe guarnição, cuja alcaidaria João entregou a D. Bermudo, filho de sua irmã, D. Urraca. Ainda naquele ano resistiu ao cerco que lhe foi imposto pelo emir de Córdova, Abderramão II.
A posse da região entre os rios Douro e Mondego alternou-se entre cristãos e muçulmanos desde a segunda metade do século X até ao início do XI. De acordo com a Crónica dos Godos, a primitiva fortificação de Montemor foi conquistada pelas forças de Almançor (2 de Dezembro de 990) – que a terão reedificado, pessando a ser seu "tenens" Froila Gonçalves -, para ser recuperada pelos cristãos (Mendo Luz, 1006 ou 1017, sucedido no governo do castelo por Gonçalo Viegas), novamente conquistada pelos muçulmanos (1026), reconquistada por Gonçalo Trastamariz (Crónica dos Godos, 1034), que ficou como seu governador e fronteiro-mor. De volta à posse muçulmana, a posse cristã definitiva, entretanto, só ocorreria sob Fernando Magno após a conquista definitiva de Coimbra (1064), assegurando a fronteira no Mondego.
O domínio militar da região de Coimbra foi entregue pelo soberano ao conde D. Sesnando Davides, que além de pacificá-la e defendê-la, procedeu-lhe uma vasta obra de reorganização, compreendendo a construção ou reconstrução de diversos castelos, como o de Coimbra, o da Lousã, o de Montemor-o-Velho, o de Penacova e o de Penela.
Vindo o soberano a falecer, os trabalhos de reparo e reforço de Montemor-o-Velho, arruinado pelas sucessivas campanhas e desguarnecido pelo despovoamento da região, foram conduzidos sob o reinado de seu sucessor, Afonso VI de Leão e Castela, que os teria determinado possivelmente em 1088, mas anteriormente a 1091, ano do falecimento do conde Sesnando. Por ordem deste, desde 1090 se iniciara a edificação da igreja pelo presbítero Vermudo, com a condição de que metade das rendas passassem a pertencer à Sé de Coimbra. Concluída em 1095, foi lavrada a escritura de doação dessa parte. Ainda nesse ano, a povoação recebeu Carta de Foral. Uma dessas fontes de 1095, referindo a primitiva fortificação arrasada pelos mouros, descreve-lhe o abandono e a vegetação que recobria as ruínas.
O foral de Montemor-o-Velho foi confirmado, alguns anos mais tarde, pelo conde D. Henrique, em data anterior a 1111, possivelmente em 1109, quando há notícia de novas obras no seu castelo.
Quando da afirmação da independência de Portugal, em 1128, não há notícia de que o alcaide de Montemor, Paio Midis, fosse contrário a D. Afonso Henriques (1112-1185). O castelo encontra-se referido pelo geógrafo árabe Dreses, em meados desse século.
Montemor foi, historicamente, terra de infantados, primeiro de D. Teresa (filha de D. Sancho I, a partir de 1211), depois de D. Afonso IV (1322) e também de D. Pedro, Duque de Coimbra (1416).

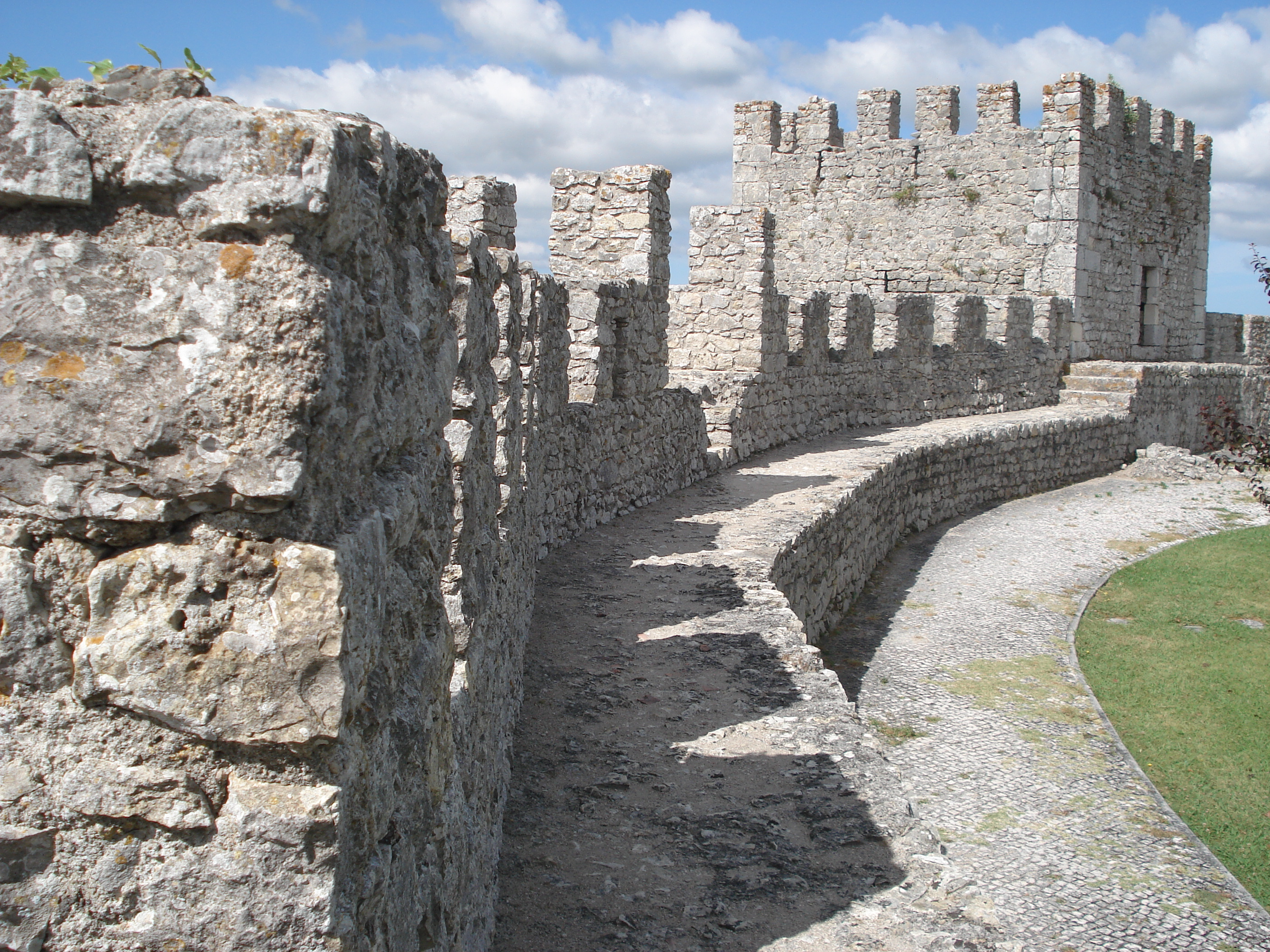
Castelo de Montemor-o-Velho: vista do adarve.

Após a morte de D. Sancho I, o alcaide de Montemor recusou-se a prestar vassalagem a D. Afonso II (1211-1223), devido a desacordo testamentário entre este monarca e suas irmãs - D. Teresa e D. Mafalda - relativos à doação a estas do castelo e seus domínios. Cercado pelas forças do soberano, tendo a infanta D. Teresa aqui se refugiado, o sítio acabou sendo levantado e a questão sanada graças à intervenção do Papa Inocêncio III, já em 1216, que sentenciou que tanto este quanto o Castelo de Alenquer fossem entregues à Ordem dos Templários. Neste período, um novo foral é mencionado, em 1212, passado pelo soberano.
O castelo voltou a ser ponto de discórdia nos conflitos que opuseram D. Sancho II (1223-1248) e D. Afonso III (1248-1279) quando, em 1245, diante da deposição do primeiro, o bispo D. Tibúrcio e alguns cônegos da Sé de Coimbra, sentindo-se inseguros naquela cidade, procuraram refúgio na alcáçova do Castelo de Montemor-o-Velho, cujo alcaide se proclamara em favor de D. Sancho II.
Mais tarde, no contexto da rebelião do infante D. Afonso, futuro D. Afonso IV, contra seu pai, o rei D. Dinis (1279-1325), o castelo - desguarnecido - foi conquistado sem combate pelas forças do príncipe (1 de Janeiro de 1322). Neste período, no século XIV, foi objeto de uma ampla reforma, acreditando-se datar desta fase a construção da barbacã e do troço da cerca a Norte. Foi aqui, na sua alcáçova, a 6 de Janeiro de 1355 que D. Afonso IV se reuniu com os seus conselheiros para decidir a sorte de D. Inês de Castro, daqui tendo partido, no dia seguinte, para a executar.
A importância militar e estratégica deste castelo manteve-se ao longo dos séculos seguintes, afirmando-se que as suas grandes dimensões permitiam aquartelar até cinco mil homens de armas em seu interior. É fato que o seu comando foi sempre exercido por figuras de destaque da nobreza de Portugal. Em 1472, D. Afonso V 1438-1481) faz marquês de Montemor-o-Velho, a D. João de Portugal, mais tarde duque de Bragança.
No contexto da crise de sucessão de 1580, acredita-se que o castelo tenha recebido a visita de D. António, Prior do Crato, quando visitou a vila por cinco dias, em Setembro de 1580, ocasião em que tentava articular a defesa, na linha do Mondego, da independência de Portugal.

### Da Guerra Peninsular aos nossos dias

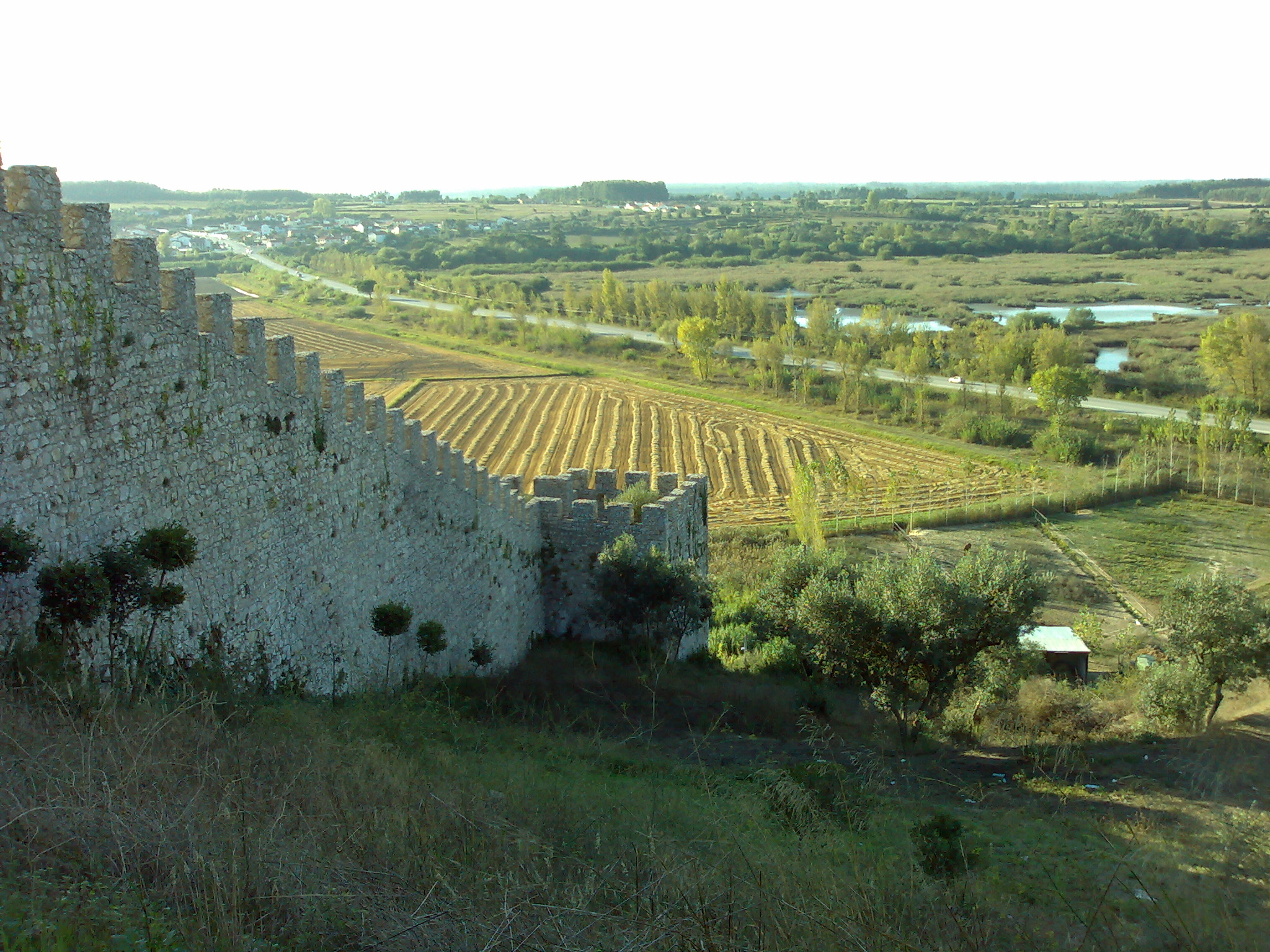
Castelo de Montemor-o-Velho: vista exterior da muralha.

No início do século XIX, no contexto da Guerra Peninsular, as suas dependências foram ocupadas pelas tropas francesas de Napoleão, sob o comando de Jean-Andoche Junot, entre 1807 e 1808. Três anos mais tarde, no caminho da retirada das tropas derrotadas de André Masséna, foi saqueado e depredado, juntamente com a vila.
Com a extinção das Ordens Religiosas em Portugal (1834), o seu pátio de armas passou a ser utilizado como cemitério da vila. Nesta fase registrou-se o reaproveitamento de suas pedras pela população local. Em 1877 uma das suas torres foi adaptada como Torre do Relógio.
Em 1929, por iniciativa de um particular, António Rodrigues Campos, empreendeu-se uma campanha de defesa que chegou a promover alguns restauros no monumento.
Em bom estado de conservação, o monumento encontra-se atualmente aberto ao público.

## Características

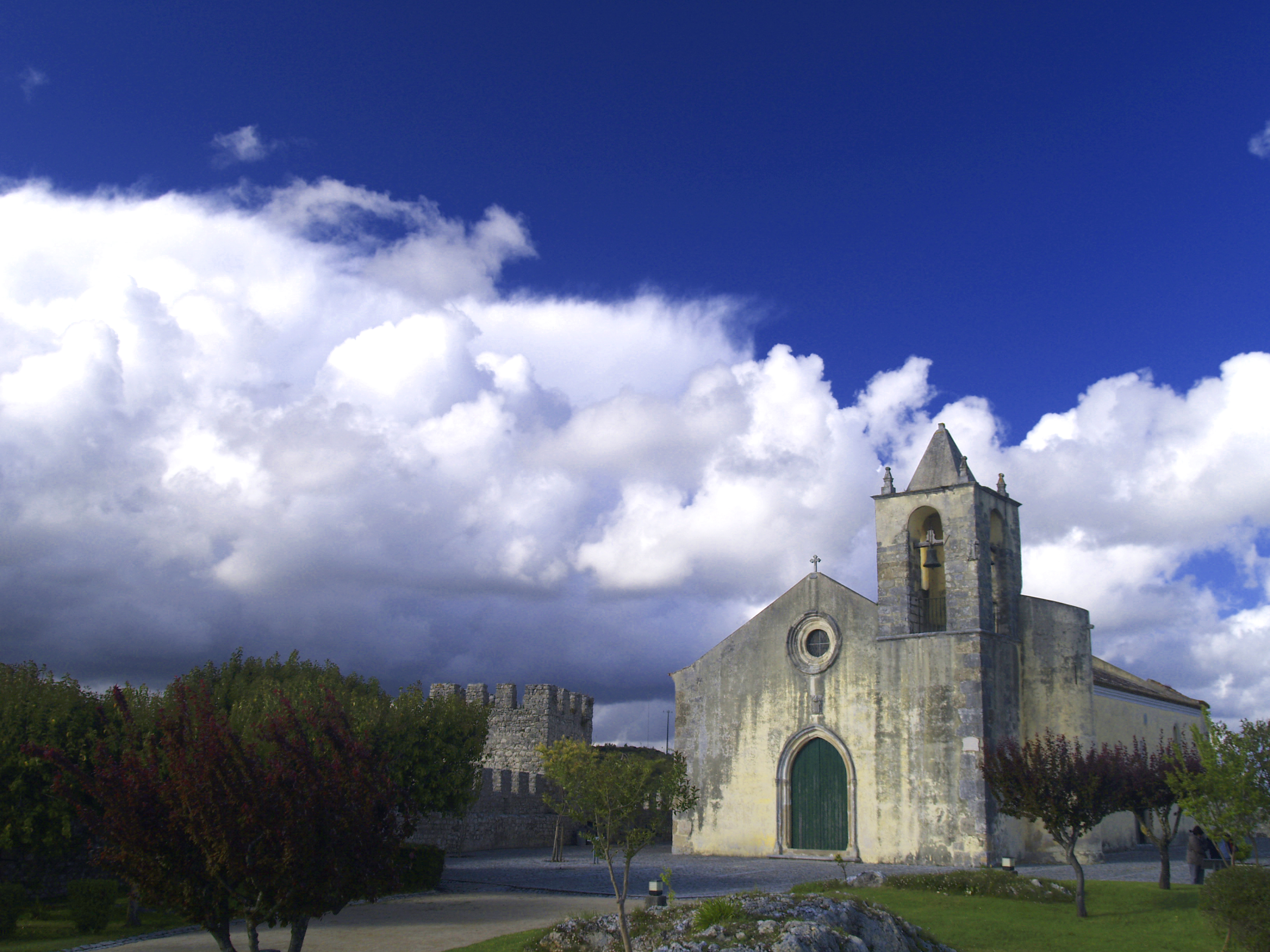
Castelo de Montemor-o-Velho: Igreja de Santa Maria da Alcáçova.

Na cota de cinquenta e seis metros acima do nível do mar, em alvenaria de pedra, o conjunto apresenta planta irregular, constituída pelo castelejo, uma cerca principal, a barbacã ameada envolvente, um cercado a Norte e um reduto inferior, a Leste.
O castelejo constitui-se por um reduto definido pelo aproveitamento do espaço angular entre a Torre de Menagem, a Sudeste, e a cortina Norte, reforçado por quatro cubelos. A Torre de Menagem, situada a Leste, apresenta planta quadrada dividida em pavimentos. Os cubelos apresentam planta quadrada e semicircular, dois dos quais com aberturas em arco quebrado.
Na barbacã foram rasgadas duas portas: a Porta da Peste, pelo lado Sudeste, vizinha à Torre de Menagem, substituindo a arruinada porta principal, e a Porta da Nossa Senhora do Rosário, rasgada a Sul e remodelada posteriormente.
Na encosta virada a Noroeste avançam os panos de muralha que descem da barbacã. Estas duas cortinas erguem-se perpendicularmente ao corpo do castelo e são terminadas por robustas torres quadradas.
No setor Sudoeste encontram-se as ruínas do antigo paço senhorial, que se prolongava na área da barbacã. Este paço foi iniciado no século XI por D. Urraca, irmã de D. Teresa de Leão, e posteriormente remodelado pelas infantas filhas de D. Sancho I para se transformar num típico paço senhorial.
São destaque ainda, intramuros, a Igreja de Santa Maria da Alcáçova, que remonta ao século XI, sendo que a sua atual conformação data da época manuelina; a Capela de Santo António, paralela à barbacã, e a Igreja da Madalena cuja atual conformação data dos séculos XV e XVI.
Na nova cerca subsistem ainda as ruínas da Capela de São João.

## Igreja de Santa Maria daAlcáçova
A igreja de Santa Maria da Alcáçova remonta ao século XI, mas as reconstruções e acrescentos que se realizaram ao longo de vários séculos alteraram a sua traça primitiva. Foi reedificada definitivamente no primeiro quartel do século XVI, período de afirmação, em Portugal, do estilo manuelino (obra atribuída ao arquiteto Francisco Pires, sob a ordem do bispo-conde D. Jorge de Almeida).
A igreja apresenta uma fachada de grande sobriedade. O portal, em arco ogival, é encimado por pedras de armas do bispo-conde D. Jorge de Almeida. A frontaria é rematada por empena triangular, tendo do lado direito a torre sineira. A entrada lateral, em estilo manuelino, é enquadrada por um arco polilobado. O interior divide-se em três naves (ritmadas por uma série de arcos quebrados suportados por colunas de fustes espiralados), terminadas por capelas. Esta igreja é ornamentada por trabalhos de escultura de várias épocas, como a Nossa Senhora do Ó e o Anjo da Anunciação de Mestre Pero (c.1330-1340).

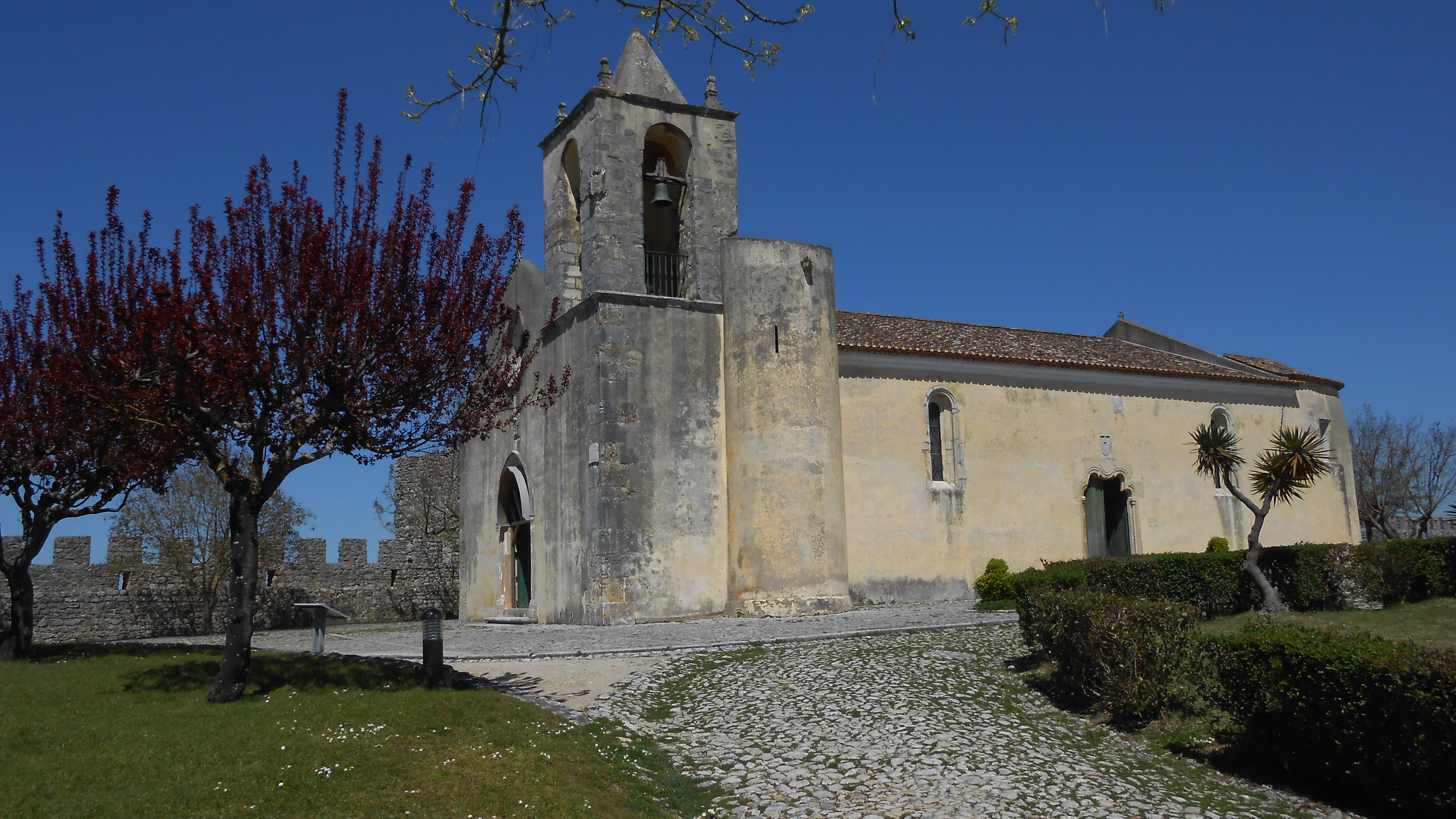
Igreja de Santa Maria da Alcáçova
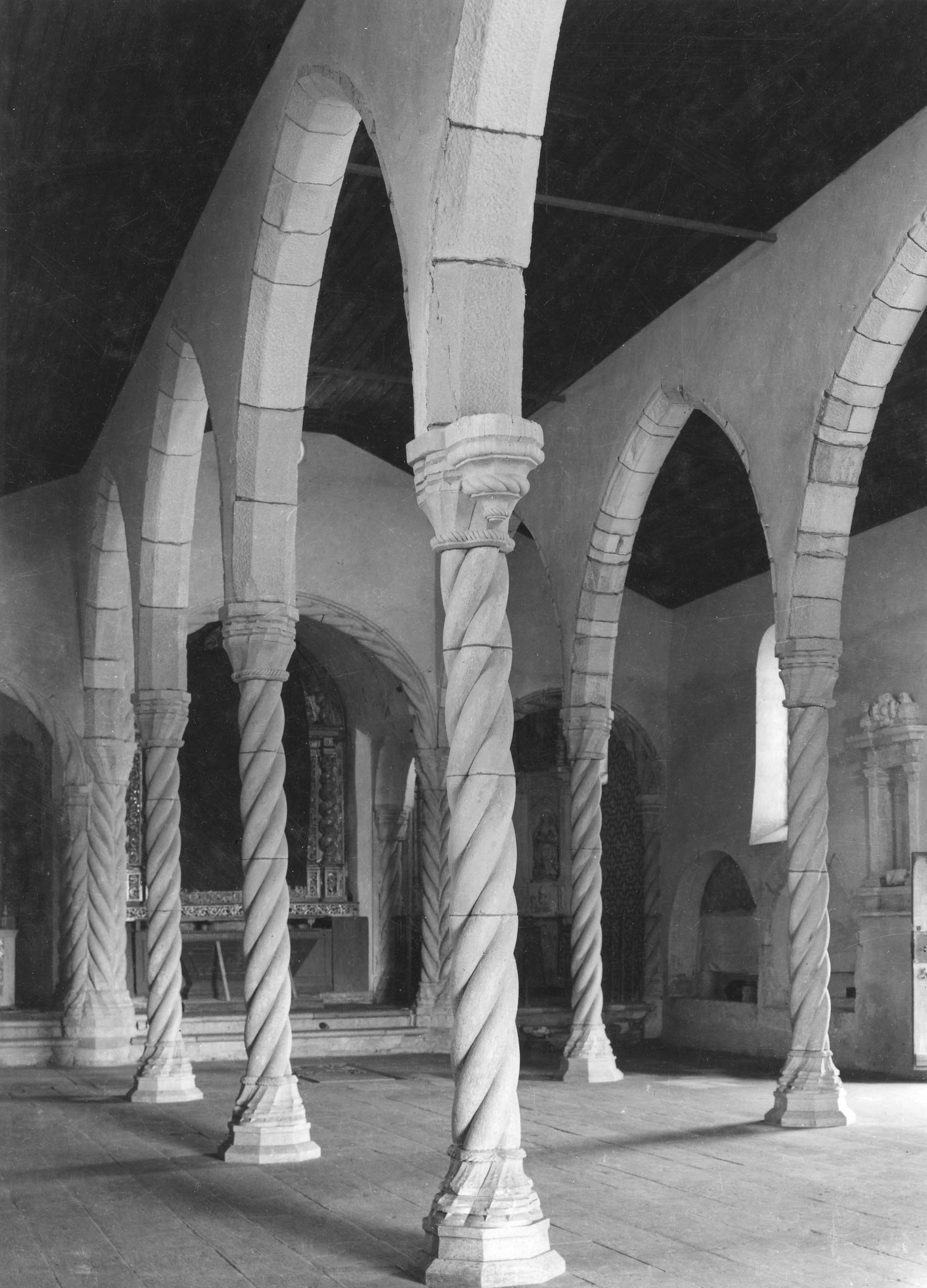
Igreja de Santa Maria da Alcáçova (interior)
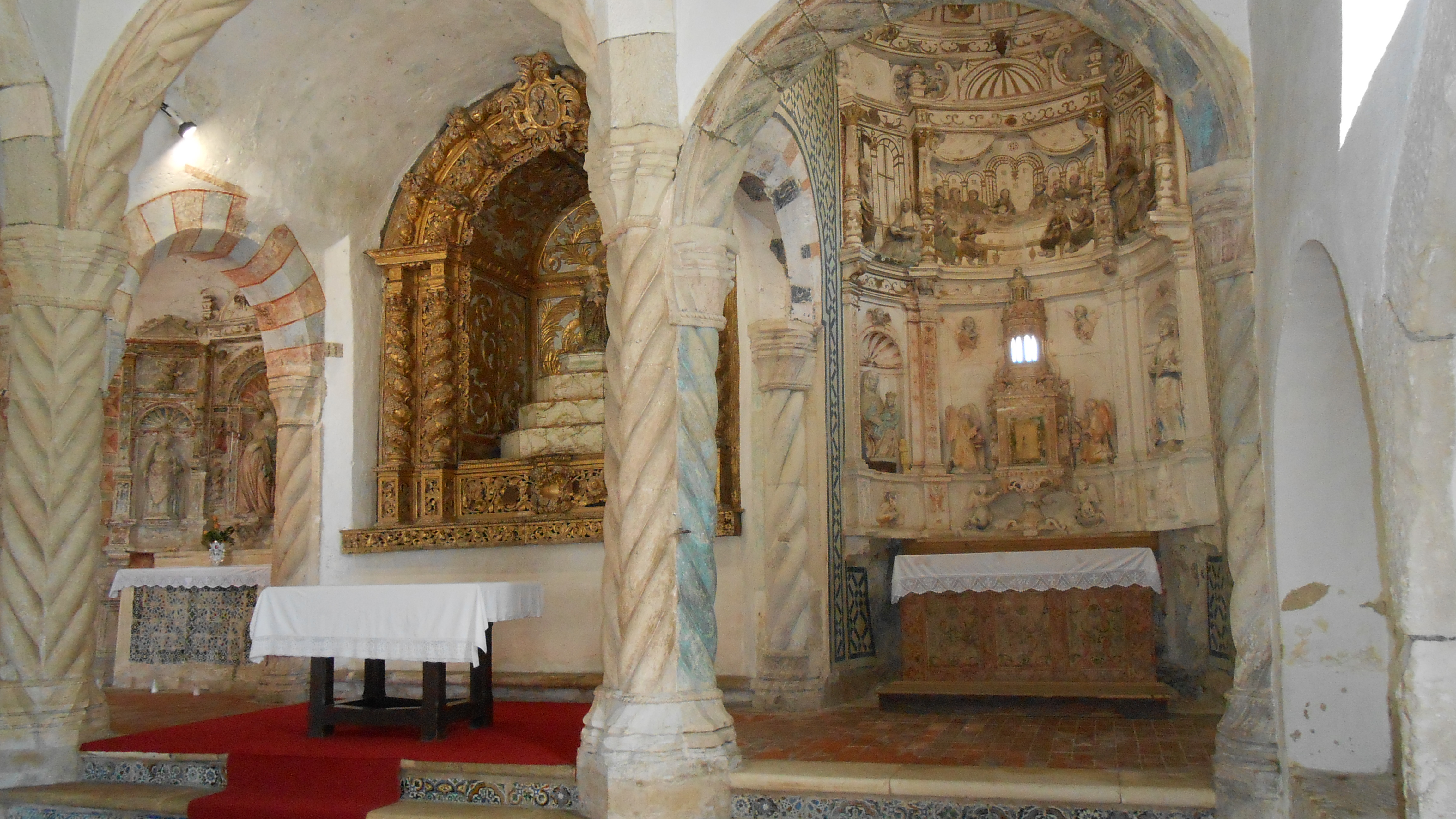
Igreja de Santa Maria da Alcáçova (capelas)
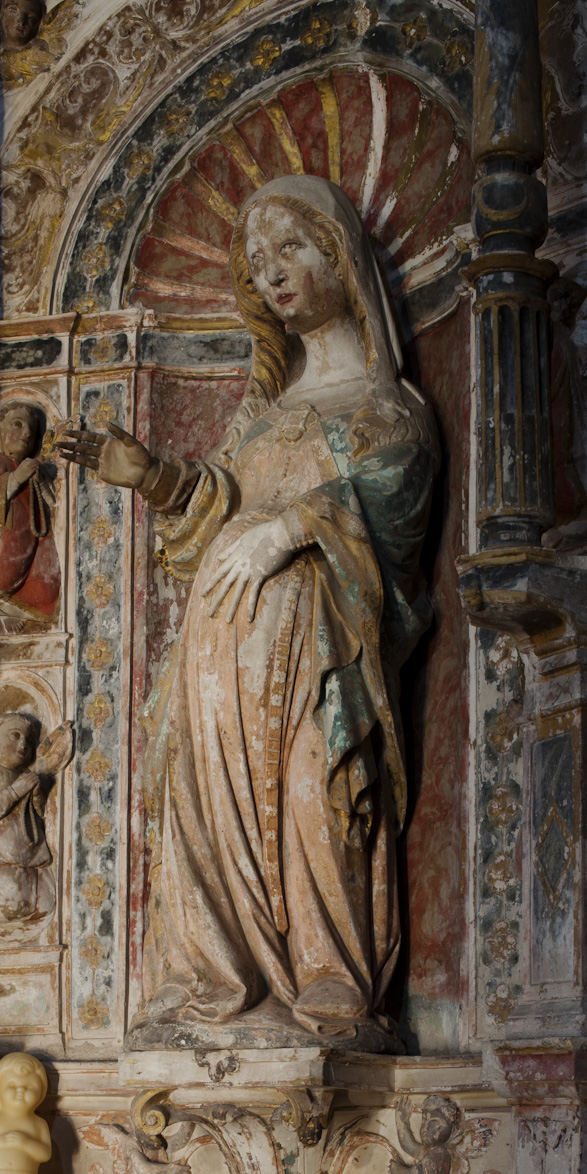
Mestre Pero, Nossa Senhora do Ó

## A lenda do Abade João
A tradição local refere que no século IX, ao tempo do abade João, o castelo foi cercado pelas forças do emir de Córdova, comandadas por um cristão renegado, Garcia Ianhez-Zuleima. Em número inferior, os combatentes do castelo, com grande dificuldade em sustentar a defesa, deliberaram dar morte por degola aos demais, mesmo aos seus parentes, a fim de lhes pouparem o cativeiro e possíveis afrontas dos mouros. Assim tendo procedido, arremeteram contra o inimigo superior, dispostos a morrer em combate. Fizeram-no, entretanto, com tal ímpeto, que o levaram de vencido. No século XVIII, sob o reinado de D. João V (1706-1750), a tradição enriqueceu-se com um desfecho piedoso: os familiares dos defensores, ressuscitados por milagre, saíram do castelo ao encontro dos vencedores. A imagem de Nossa Senhora da Vitória com uma cicatriz vermelha no pescoço, na Igreja local, evoca o milagre.

## Alcaides do castelo
- Paio Guterres da Silva, o "Escacha"